# المواسين

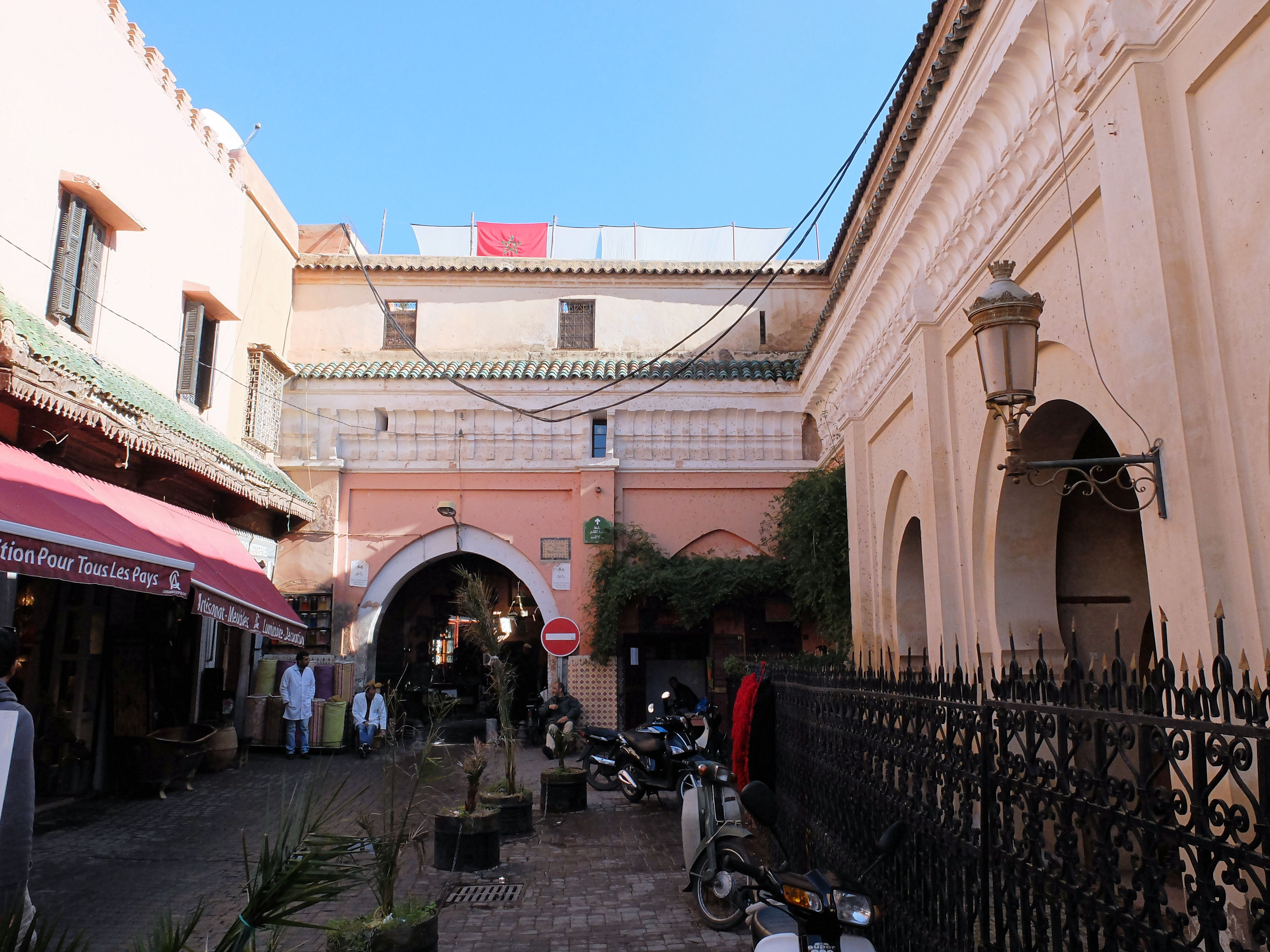
الساحة العامة الصغيرة أمام مسجد المواسين والنافورة.

المواسين هو حي داخل المدينة العتيقة لمراكش المغربية، يحتوي الحي على مسجد المواسين ونافورة المواسين (جزء من مجمع المساجد) وقصر دار الباشا.
تعمل المنطقة كواحدة من البوابات الرئيسية للأسواق، وهي منطقة غنية نسبيًا في المدينة العتيقة.

## التسمية
مثل اسم مراكش المشتق من اللغة الأمازيغية الذي يعني «أرض الله»، من المحتمل أن يكون اسم منطقة المواسين من أصول أمازيغية، ولكن المعنى غير واضح. عندما تمّ إنشاء مدبنة مراكش في عام 1061، عُرفت المنطقة باسم حومة أبي عبيدان، ولكن خلال نهضة مراكش في القرن السادس عشر تحت حكم السعديين، تغير الاسم إلى المواسين.

## التاريخ

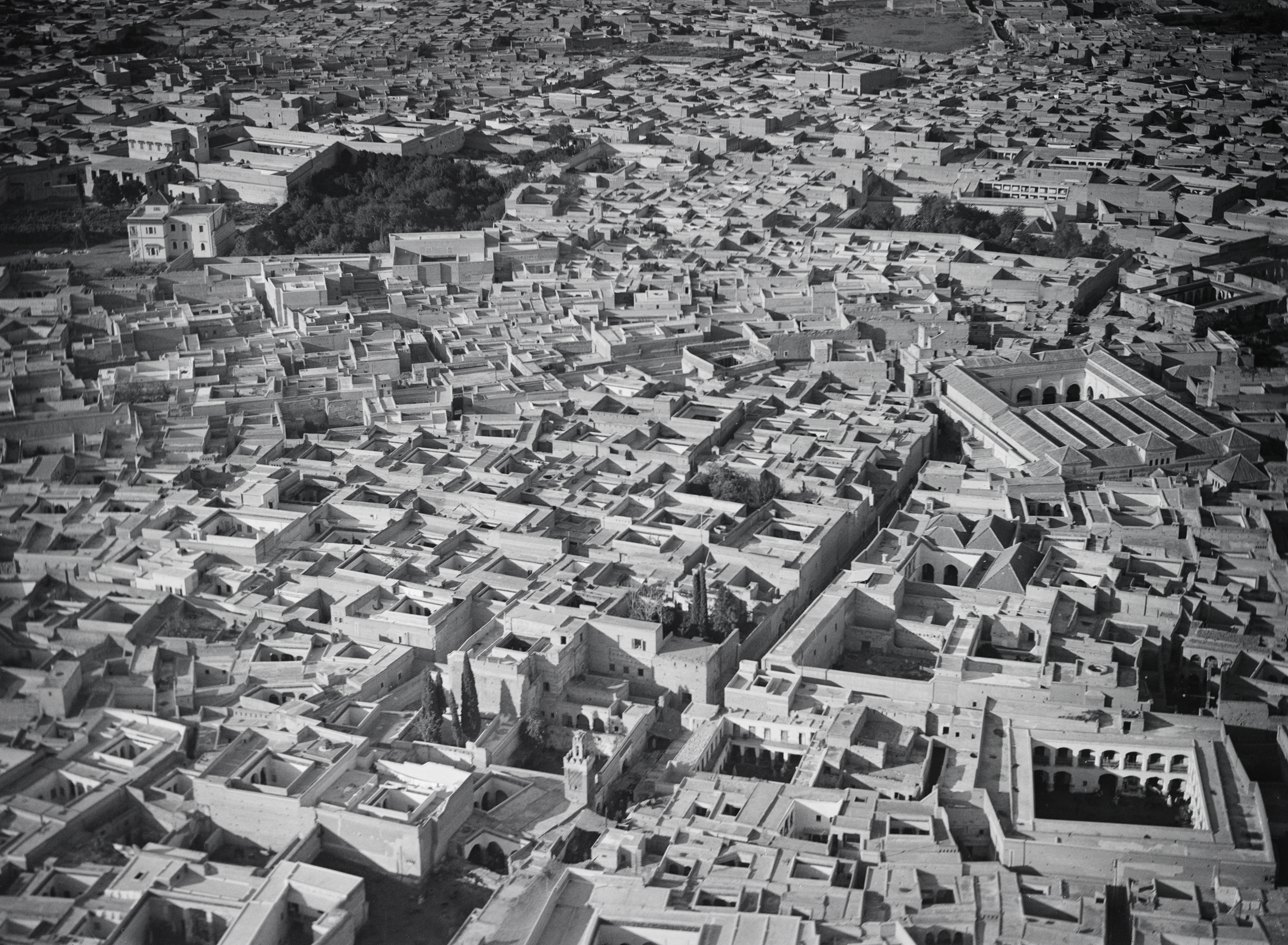
منظر جوي لحي المواسين مطلع القرن العشرين. يظهر مسجد المواسين في منتصف اليمين.

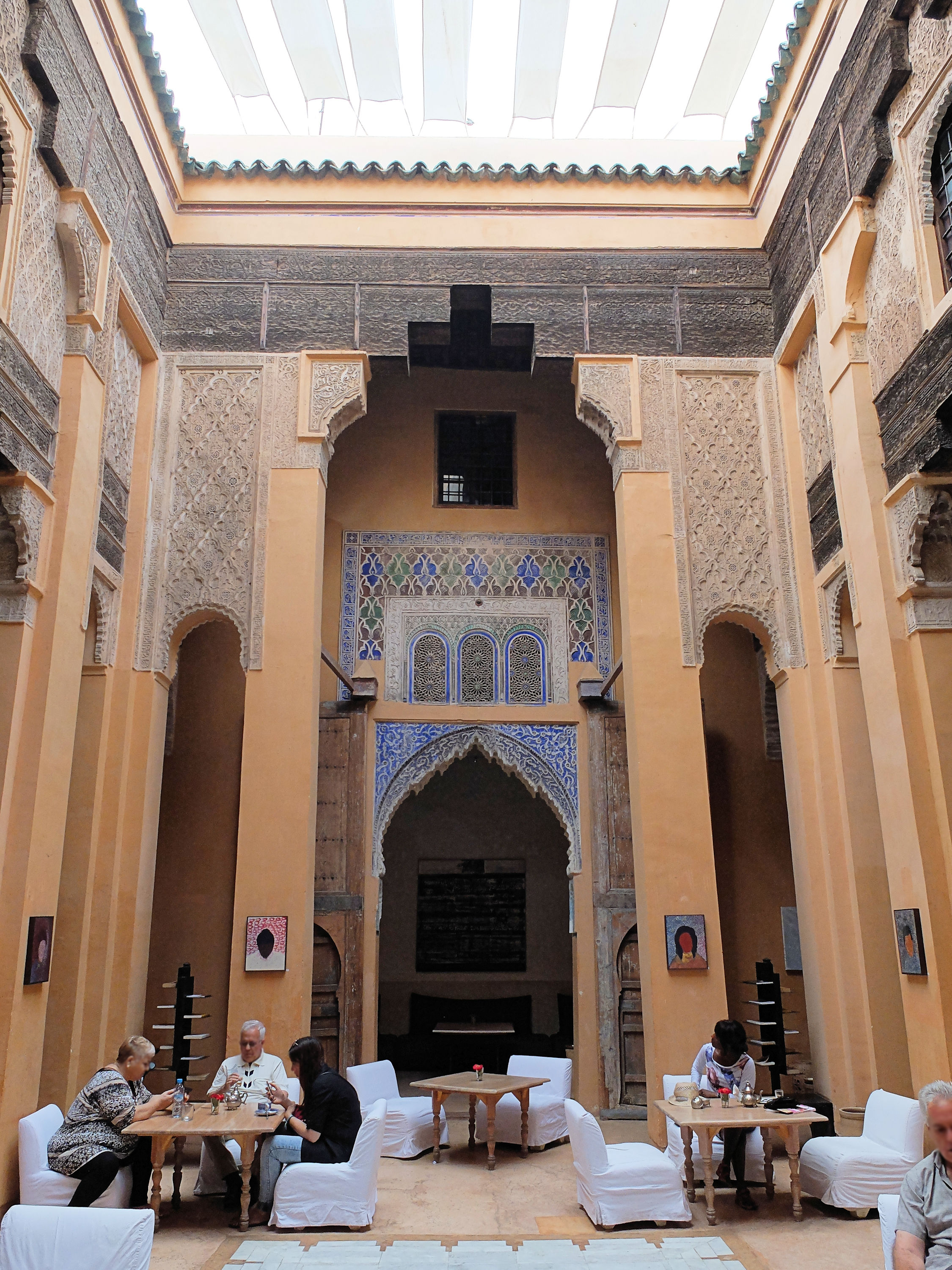
دار شريفة، منزل في حي المواسين تمّ ترميمه في عصر السعديين

حتى عهد عبد الله الغالب، كان اليهود منتشرين نسبيًا في أنحاء المدينة، لكن منطقة المواسين كانت تضم تركيزًا كبيرًا منهم وكان يُنظر إليها عمومًا على أنها حارة يهودية قديمة. عندما تولى عبد الله الغالب السلطة عام 1557، استغل الفرصة لإعادة تشكيل مشهد مراكش كرمز لسلطته وكان جزءًا من هذا هو نقل الجالية اليهودية إلى منطقة الملاح الجديدة. حتى هذا الإصلاح الهائل، كان يُنظر إلى المواسين على أنها واحدة من منطقتين يهوديتين قديمتين. أشهر معلم في المواسين هو مسجد المواسين بتكليف من السلطان عبد الله. كان بناء المسجد جزءًا من عملية إعادة تطوير كبيرة للمنطقة وكان يقع في موقع مقبرة يهودية سابقة. المسجد المعروف أيضًا باسم «جامع الشرفاء» هو جزء من مجمع أكبر يضم مكتبة وحمامًا ومدرسة ونافورة المواسين الشهيرة.
يعود التكوين الحالي للمواسين إلى فترة السعديين، وقد أدى إعادة تطويره في هذا الوقت إلى إغراء عدد كبير نسبيًا من العائلات البرجوازية أو الأرستقراطية لبناء مساكنهم هناك. :420-421 وقد أدى ذلك إلى تركيز المباني التي يعود تاريخها إلى فترة السعديين تقع في هذا المجال، مع أمثلة من المنازل في عهد السعديين، بما في ذلك دار شريفة، ودار المصلوحيين. تم تحويل بعض هذه المنازل اليوم إلى مقاهٍ ومطاعم وفنادق. وتجدر الإشارة أيضًا إلى «الدويرية» (شقة في الطابق العلوي لاستقبال الضيوف) في ما يعرف الآن بمتحف المواسين. يعود تاريخ هذا المنزل، الذي تم ترميمه مؤخرًا ليكشف عن زخارفه الجصية الأصلية، إلى العصر السعدي، ولكنه يتميز أيضًا بزخارف من عهد السلطان مولاي إسماعيل (1672-1727).

## الاقتصاد
المواسين هو واحدة من أكثر المناطق فخامة في المدينة العتيقة، ويحتوي على عدد من الرياضات الأعلى تصنيفًا في المغرب.
بالإضافة إلى ذلك، هناك عدد من المتاجر التي تقدم منتجات مغربية عالية الجودة وتصدر منتجاتها إلى جميع أنحاء العالم.